# Cardiopsilus productus
Cardiopsilus productus är en stekelart som beskrevs av Jean-Jacques Kieffer 1908. Cardiopsilus productus ingår i släktet Cardiopsilus, och familjen hyllhornsteklar. Arten är reproducerande i Sverige.